# فعالیت‌های سیا در افغانستان
فعالیت‌های سیا در افغانستان با چندین عملیات قابل توجه توسط آژانس اطلاعات مرکزی ایالات متحده (سیا) و همزمان با جنگ افغانستان در سال۱۹۷۸ بوده‌است. اولین عملیات، با نام رمز عملیات طوفان، در اواسط سال۱۹۷۹، در زمان ریاست جمهوری جیمی کارتر آغاز شد. به دنبال کودتای مارکسیستی در سال۱۹۷۸ و در طول تقریباً ده سالاشغال نظامی افغانستان توسط اتحاد جماهیر شوروی، این سازمان به چریک‌های مجاهد ضد کمونیست در افغانستان کمک مالی کرد (و در نهایت به آنها سلاح داد). جانشین کارتر، رونالد ریگان، از گسترش دکترین ریگان حمایت کرد که به مجاهدین همراه با چندین جنبش مقاومت ضد شوروی دیگر در سراسر جهان کمک کرد.
عملیات طوفان عمدتاً از گروه‌های اسلام‌گرای شبه‌نظامی حمایت می‌کرد که مورد علاقه رژیم رئیس‌جمهور محمد ضیاءالحق در پاکستان، که از جنوب با افغانستان همسایه است، به قیمت سایر گروه‌هایی که با جمهوری دموکراتیک افغانستان با محوریت مارکسیستی می‌جنگند، حمایت می‌کرد. به‌طور خاص، و با رعایت اولویت‌های اطلاعات بین‌سرویس پاکستان(ISI)، بودجه سیا به‌طور نامتناسبی به نفع فرماندهان مجاهدین افغان الهام‌گرفته از اخوان‌المسلمین، به‌ویژه گلبدین حکمتیار و جلال‌الدین حقانی بود، اگرچه سیا یک رابطه یکجانبه محدود با این گروه را توسعه داد. فرمانده شمال افغانستان احمد شاه مسعود (مورد علاقه استخبارات بریتانیا) از اواخر سال۱۹۸۴ شروع شد. عملیات سیکلون یکی از طولانی‌ترین و پرهزینه‌ترین عملیات سیا بود که تاکنون انجام شده‌است. بیش از ۲۰ تا ۳۰ میلیون دلار در سال۱۹۸۰ هزینه داشت و در سال مالی منتهی به اکتبر ۱۹۸۷ به ۶۳۰ میلیون دلار رسید. این برنامه با تدارک تفنگ‌های لی-انفیلد انگلیسی آغاز شد، اما تا سال۱۹۸۶ شامل تسلیحات پیشرفته آمریکایی، مانند هزاران موشک زمین به هوا استینگر FIM-92 بود. مایکل پیلزبری، مورتون آی. آبراموویتز، مدیر اطلاعات مرکزی ویلیام جی کیسی، و رئیس سیا در اسلام‌آباد، میلتون بیردن، در میان دیگران، به عنوان معماران فعالیت‌های سیا در افغانستان از سال۱۹۸۵ نام برده شده‌اند. دولت ریگان سازش با میخائیل گورباچف، رهبر اصلاح طلب شوروی را به نفع پیروزی کامل مجاهدین رد کرد. تمویل تا ژانویه ۱۹۹۲ ادامه یافت، زیرا مجاهدین در جریان جنگ داخلی در افغانستان (۱۹۸۹–۱۹۹۲) با نیروهای حزب دموکراتیک خلق محمد نجیب الله نبرد کردند.
پس از خروج نیروهای شوروی در فوریه۱۹۸۹، هدف سیا سرنگونی دولت نجیب الله بود که تحت اشغال شوروی تشکیل شده بود، حتی در شرایطی که وزارت امور خارجه دولت جورج اچ دبلیو بوش گاهی نسبت به راه حل نظامی پیشنهادی سیا تردید آشکار نشان می‌داد. در سال۱۹۹۰، آی اس آی و حکمتیار در تلاش بودند تا رقبای افغان خود، به ویژه مسعود را با خشونت پیش از سقوط کابل، پایتخت افغانستان، از بین ببرند. علیرغم این جنگ داخلی، آی اس آی و سیا به‌طور مشترک طرحی را برای تصرف جلال‌آباد و کابل طی سالهای ۱۹۸۹ تا ۱۹۹۰ تنظیم کردند که نقطه اوج همکاری بین دو سازمان جاسوسی بود. به عنوان بخشی از حمله، سیا به مسعود پول داد تا گذرگاه سال نگ را ببندد، که مسعود موفق به انجام آن نشد. حکومت نجیب الله سرانجام در آوریل ۱۹۹۲، چند ماه پس از انحلال اتحاد جماهیر شوروی در دسامبر ۱۹۹۱ و پایان کمک‌های ایالات متحده به مجاهدین، فروپاشید و افغانستان را به یک کشور شکست خورده در چنگال جنگ داخلی چند وجهی که با جنایات وحشتناک و ویرانی مشخص شد، رها کرد. کابل در حملات راکتی با تلفات جمعی. برخی از مقامات ایالات متحده در ابتدا از ظهور شبه نظامیان طالبان استقبال کردند زیرا می‌خواستند دیدگاه خود را از نظم اسلامی به قلب پشتون‌ها قندهار و سپس به بقیه افغانستان بازگردانند، در نیمه دوم دهه ۱۹۹۰، دولت رئیس‌جمهور بیل کلینتون تبدیل شد. نگرانی فزاینده ای در مورد روابط پاکستان و طالبان، زیرا طالبان و گروه متحد القاعده به تهدید مستقیم تری برای ایالات متحده، شهروندان و مقامات خارجی آن تبدیل شدند. در پاسخ به حملات ۱۱ سپتامبر، پرسنل سیا از نزدیک با شبه نظامیان ائتلاف شمالی ضد طالبان مسعود در طول تهاجم ایالات متحده به افغانستان در سال۲۰۰۱ هماهنگ شدند.

## افغانستان ۱۹۷۹

### تحلیل هوش
مرکز ملی ارزیابی خارجی سیا کار روی گزارشی تحت عنوان «افغانستان: واگرایی و اختلاف قومی» را در ماه مه۱۹۷۹ تکمیل کرد، هرچند که تا مارس۱۹۸۰ به‌طور رسمی منتشر نشد. معلوم نیست در زمان تهاجم دسامبر ۱۹۷۹ این اطلاعات به آسانی در اختیار سیاستگذاران قرار داشت یا خیر.
بر اساس این گزارش، شورش قبایل پشتون در سال۱۹۷۸ با روی کار آمدن حکومت طرفدار شوروی آغاز شد. پشتون‌ها مسلمانی متدین هستند و الحاد کمونیستی با اعتقادات قوی اسلامی آنها همخوانی ندارد. علاوه بر این، برتری تاریخی سیاستمداران پشتون در سیاست افغانستان از قرن هجدهم به عنوان یک موضوع تفرقه‌انگیز عمل کرد که مقاومت گروه‌های قبیله‌ای را تقویت کرد. همبستگی قومی در میان پشتون‌ها در مقایسه با تاجیک‌ها که دومین گروه قومی بزرگ در افغانستان هستند قوی است.

### تهاجم شوروی و پاسخ ایالات متحده
کمونیست افغانستان تحت رهبری نورمحمد تره
کی قدرت از کشف و ضبط محمدداوودخان در انقلاب ثور در تاریخ ۲۷ آوریل، ۱۹۷۸.اتحاد جماهیر شوروی قبلاً در صدور ایدئولوژی کمونیستی به افغانستان سرمایه‌گذاری کرده بود و بسیاری از افسران ارتش را که در سرنگونی خان شرکت داشتند آموزش داده بود. خان خود پادشاه محمد ظاهرشاه را برکنار کرده بود و به بیش از دو قرن حکومت سلطنتی افغانستان، ۵سال قبل از کودتای ۱۹۷۳ افغانستان پایان داد. جمهوری دموکراتیک تازه تأسیس افغانستان(DRA) که بین جناح تندرو خلق تره کی و پرچم میانه روتر تقسیم شده بود در دسامبر ۱۹۷۸ یک معاهده دوستی با اتحاد جماهیر شوروی امضا کرد. صدها مشاور شوروی وارد افغانستان شدند. تلاش‌های تره کی برای بهبود آموزش و توزیع مجدد زمین با اعدام‌های دسته جمعی (از جمله بسیاری از رهبران مذهبی محافظه کار) و سرکوب سیاسی بدون سابقه در تاریخ افغانستان همراه بود و شورش شورشیان مجاهد را شعله‌ور ساخت. این شورش با قیام مارس ۱۹۷۹ در شهر هرات در غرب افغانستان که جمعیت نسبتاً زیادی شیعه و پیوندهای عمیقی با ایران دارد (در آن زمان در اوج انقلاب ایران بود) شکل گرفت. شعارهای روح‌الله خمینی، رهبر ایران، همراه با فرار سروان اسماعیل خان از نیروهای مسلح DRA، الهام بخش تعداد بیشماری از افغان‌ها سنی‌ها و شیعیان شد تا با خشونت در برابر تغییرات سکولار مقاومت کنند. کشتار جمعی ۲۰۰۰۰ تن از ساکنان هرات توسط DRA و به دنبال آن قتل‌عام کرالا نتوانست از شورش‌های بیشتر در جلال‌آباد و سپس در سراسر افغانستان جلوگیری کند: تا سال۱۹۸۰، فرار از خدمت به میزان قابل توجهی بیش از نصف تعداد ارتش افغانستان را کاهش داد. پس از قیام عمومی در آوریل ۱۹۷۹، تره کی توسط رقیب خلق، حفیظ الله امین در ماه سپتامبر برکنار شد. ناظران خارجی امین را یک «روان پریش بی رحم» می‌دانستند. حتی شوروی‌ها نیز از وحشیگری کمونیست‌های افغان نگران شده بودند و امین را به عنوان عامل سازمان اطلاعات مرکزی آمریکا (سیا) مظنون می‌کردند، هرچند که اینطور نبود. در واقع، سیا (که توسط کودتای ۱۹۷۸ کور شد) علاقه یا درک کمی از سیاست داخلی افغانستان در آن زمان داشت. تلاش‌های محدود جمع‌آوری اطلاعات در کشور عمدتاً بر حضور شوروی متمرکز بود، به‌ویژه با توجه به فناوری نظامی شوروی، و تمایلی به صرف منابع قابل‌توجه برای استخدام کمونیست‌های افغان نداشت. در ماه دسامبر، با اشاره به نگرانی از دست دادن کنترل دولت امین بر کشور، اتحاد جماهیر شوروی به افغانستان حمله کرد، امین را در یک حمله غافلگیرانه ترور کرد، رهبر پرچم، ببرک کارمل را به عنوان رهبر جدید افغانستان منصوب کرد و بر پاکسازی حامیان امین نظارت کرد.
جیمی کارتر، رئیس‌جمهور ایالات متحده، از این تهاجم ابراز شگفتی کرد، زیرا اجماع جامعه اطلاعاتی ایالات متحده در سال‌های ۱۹۷۸ و ۱۹۷۹ تا ۲۹ سپتامبر ۱۹۷۹ تکرار شد این بود که «مسکو به‌طور قاطع مداخله نمی‌کند، حتی اگر به نظر می‌رسد که دولت خلق نزدیک بود فرو بریزد.» در واقع، یادداشت‌های روزانه کارتر از نوامبر ۱۹۷۹ تا تهاجم شوروی در اواخر دسامبر، تنها حاوی دو اشاره کوتاه به افغانستان است و در عوض درگیر بحران گروگان‌گیری در ایران است. با این حال، در حالی که تحلیلگران سیا احتمال تهاجم را به اشتباه ارزیابی می‌کردند، سیا به دقت فعالیت‌های نظامی شوروی را در افغانستان و نزدیک آن ردیابی کرد و به آن اجازه داد تا حمله شب کریسمس در ۲۲ دسامبر در غرب، حمله شوروی به افغانستان تهدیدی برای امنیت جهانی و منابع نفتی خلیج فارس تلقی می‌شد. علاوه بر این، ناکامی در پیش‌بینی دقیق مقاصد شوروی باعث شد تا مقامات آمریکایی تهدید شوروی علیه ایران و پاکستان را مجدداً ارزیابی کنند، اگرچه مشخص شده‌است که این ترس‌ها بیش از حد افزایش یافته بود. به عنوان مثال، اطلاعات ایالات متحده از نزدیک تمرینات شوروی برای حمله به ایران را در طول سال ۱۹۸۰ دنبال می‌کرد، در حالی که قبلاً از سوی زبیگنیو برژینسکی، مشاور امنیت ملی کارتر (NSA) هشدار داده بود که اگر شوروی بر افغانستان تسلط پیدا کند، می‌تواند بلوچستان جداگانه ای را ترویج کند.در نتیجه تجزیه پاکستان و ایران فوریت جدیدی به خود گرفت. این نگرانی‌ها عامل اصلی تلاش‌های بی‌نتیجه دولت‌های کارتر و ریگان برای بهبود روابط با ایران بود و منجر به کمک‌های گسترده به رئیس‌جمهور پاکستان، محمد ضیاءالحق شد. روابط ضیا با ایالات متحده در دوران ریاست جمهوری کارتر به دلیل برنامه هسته ای پاکستان و اعدام ذوالفقار علی بوتو در آوریل ۱۹۷۹ تیره شده بود، اما کارتر در ژانویه ۱۹۷۹ به برژینسکی و سایروس ونس وزیر امور خارجه گفت که «ترمیم» حیاتی است. روابط ما با پاکستان در پرتو ناآرامی در ایران. یکی از ابتکاراتی که کارتر برای دستیابی به این هدف مجاز کرد، همکاری بین سیا و سازمان اطلاعات بین‌سرویس پاکستان (ISI) بود. از طریق آی اس آی، سیا کمک‌های غیرکشنده ای به ارزش بیش از ۵۰۰۰۰۰ دلار به مجاهدین را در ۳ ژوئیه ۱۹۷۹ (چند ماه قبل از تهاجم شوروی) آغاز کرد. دامنه کوچک این همکاری اولیه احتمالاً تحت تأثیر این درک بود که بعداً توسط رابرت گیتس، یکی از مقامات ارشد سیا بیان شد، اینکه یک برنامه کمک‌های مخفی قابل توجه ایالات متحده ممکن است خطرات را افزایش دهد و در نتیجه باعث شود شوروی مداخله بیشتری کند. مستقیماً و قوی تر از آنچه در نظر گرفته شده بود.
اگرچه استنسفیلد ترنر، مدیر اطلاعات مرکزی (DCI) و اداره عملیات سیا (DO) در حال بررسی مواردی بودند که گیتس به عنوان «چند گزینه ارتقاء» توصیف کرد و ازجمله ارائه تسلیحات مستقیم از ایالات متحده به مجاهدین از طریق آی اس آی تا اکتبر ۱۹۷۹، و یکی از دستیاران ناشناس برژینسکی در گفتگو با سلیگ اس. هریسون اذعان کرد که کمک اسمی «غیر کشنده» ایالات متحده به مجاهدین شامل تسهیل ارسال تسلیحات توسط اشخاص ثالث است، استیو کول. هریسون، بروس ریدل، و رئیس بخش خاور نزدیک-آسیای جنوبی در آن زمان چارلز کوگان همگی اظهار داشتند که هیچ سلاحی که ایالات متحده برای مجاهدین در نظر گرفته شده بود تا ژانویه ۱۹۸۰ به پاکستان نرسید، پس از اینکه کارتر یافته‌های ریاست جمهوری خود را اصلاح کرد. شامل مقررات کشنده در اواخر دسامبر ۱۹۷۹.

کول یافته‌های اولیه ریاست جمهوری کارتر را شرح می‌دهد:
در هر صورت، سیاست گذاران در واشینگتن باور نداشتند که شوروی می‌تواند از طریق نظامی توسط شورشیان شکست بخورد. مأموریت سیا در یک یافته اصلاح شده ریاست جمهوری که توسط رئیس‌جمهور کارتر در اواخر دسامبر۱۹۷۹ امضا شد و توسط رئیس‌جمهور ریگان در سال۱۹۸۱ مجدداً تأیید شد، مشخص شد. این یافته به سیا اجازه داد تا اسلحه مخفیانه برای مجاهدین ارسال کند. در این سند از کلمه آزار و اذیت برای توصیف اهداف سیا علیه نیروهای شوروی استفاده شده‌است. اقدام مخفی سیا افزایش هزینه مداخله شوروی در افغانستان بود. همچنین ممکن است شوروی را از انجام سایر تهاجمات جهان سوم بازدارد. اما این جنگی نبود که سیا انتظار داشت در میدان جنگ پیروز شود. این یافته روشن کرد که آژانس باید از طریق پاکستان کار کند و اولویت‌های پاکستان را به تعویق بیندازد. برنامه سیا در افغانستان «یک جانبه» نخواهد بود. در عوض، سیا بر «ارتباط» با استخبارات پاکستان تأکید خواهد کرد. اولین اسلحه‌هایی که به آن‌ها فرستاده شد، تفنگ‌های ۳۰۳ لی انفیلد تک شلیک و تیراندازی بودند که تا دهه۱۹۵۰ یک سلاح استاندارد پیاده‌نظام بریتانیایی بود. با چوب سنگین و طراحی عتیقه اش، سلاح خاصی هیجان انگیز نبود، اما دقیق و قدرتمند بود.
پس از تهاجم، کارتر مصمم بود به آنچه که او یک تحریک خطرناک می‌دانست، با قدرت پاسخ دهد. او در یک سخنرانی تلویزیونی، تحریم‌های اتحاد جماهیر شوروی را اعلام کرد، وعده کمک مجدد به پاکستان را داد و ایالات متحده را متعهد به دفاع از خلیج فارس کرد. کارتر همچنین خواستار تحریم بازی‌های المپیک تابستانی ۱۹۸۰ در مسکو شد که جنجال تلخی را به راه انداخت. مارگارت تاچر، نخست‌وزیر بریتانیا، مشتاقانه از موضع سخت کارتر حمایت کرد، اگرچه اطلاعات بریتانیا معتقد بود «سیا نسبت به تهدید شوروی برای پاکستان بیش از حد هشدار دهنده بود». محور سیاست ایالات متحده در طول مدت جنگ توسط کارتر در اوایل سال۱۹۸۰ تعیین شد: کارتر برنامه ای را برای مسلح کردن مجاهدین از طریق آی اس آی پاکستان آغاز کرد و از عربستان سعودی تعهدی را برای تطبیق با بودجه ایالات متحده برای این منظور تضمین کرد. حمایت ایالات متحده از مجاهدین در زمان جانشین کارتر، رونالد ریگان، با هزینه نهایی حدود ۳میلیارد دلار برای مالیات دهندگان آمریکایی (به ازای هر ریدل، بر اساس تخصیصات کنگره) تسریع شد. شوروی نتوانست شورش را سرکوب کند و در سال۱۹۸۹ از افغانستان خارج شد و باعث تسریع انحلال خود اتحاد جماهیر شوروی شد. از میان هفت گروه مجاهدی که توسط دولت ضیاء حمایت می‌شد، چهار گروه از عقاید بنیادگرای اسلامی حمایت می‌کردند و این بنیادگرایان بیشتر بودجه را دریافت می‌کردند.
تا سال۱۹۹۲، مجموع کمک‌های ایالات متحده، عربستان سعودی و چین به مجاهدین بین ۶ تا ۱۲میلیارد دلار برآورد شد، در حالی که کمک نظامی شوروی به افغانستان ۳۶تا ۴۸میلیارد دلار بود.نتیجه یک جامعه مسلح و نظامی شده افغان بود: برخی منابع نشان می‌دهند که افغانستان در دهه ۱۹۸۰ بهترین مقصد برای سلاح‌های شخصی در جهان بود. در حدود ۱٫۵ میلیون افغان به عنوان یک نتیجه از جنگ بین سالهای ۱۹۷۹ و ۱۹۹۶درگذشتند.
ادعاهایی وجود دارد مبنی بر اینکه اسامه بن لادن و القاعده از کمک‌های سیا بهره‌مند بوده‌اند. روزنامه‌نگارانی مانند کول که می‌گوید سوابق و مصاحبه‌های سیا از طبقه‌بندی‌شده با افسران سیا چنین ادعاهایی را پشتیبانی نمی‌کنند، با این موضوع مخالفت می‌کند و پیتر برگن نتیجه‌گیری می‌کند: تئوری مبنی بر اینکه بن لادن توسط سیا ساخته شده‌است همواره پیشرفته است. به عنوان یک بدیهیات بدون شواهد پشتیبان. به گفته آنها، کمک‌های مالی ایالات متحده منحصراً به جنگجویان مجاهد افغان اختصاص یافته‌است، نه داوطلبان عرب که برای کمک به آنها آمده‌اند. با این حال کول همچنین اسنادی را نشان می‌دهد که بن لادن حداقل به‌طور غیررسمی با آی اس آی و اطلاعات سعودی در طول دهه ۱۹۸۰ همکاری داشته و با جلال الدین حقانی، فرمانده مجاهدین مورد حمایت سیا، ارتباط نزدیکی داشته‌است. میلتون بیردن، رئیس ایستگاه سیا در اسلام‌آباد از اواسط سال۱۹۸۶ تا اواسط سال۱۹۸۹، در آن زمان دیدگاهی تحسین‌برانگیز از بن لادن داشت. دارایی‌های افغانستان تعصب و عدم تحمل بسیاری از به اصطلاح «عرب‌های افغان» را به سیا بازگو می‌کند، با این حال سیا این گزارش‌ها را نادیده می‌گیرد، در عوض به حمایت مستقیم از داوطلبان عرب تحت پوشش یک تیپ بین‌المللی می‌پرداخت که الهام گرفته از جنگ داخلی اسپانیاً بود، مفهومی که هرگز از روی کاغذ بیرون نیامد.

## افغانستان ۱۹۸۰

### تحلیل هوش
یک یادداشت از ادامه رقابت‌های قبیله ای بعنوان افزایش مقاومت در برابر شوروی صحبت می‌کرد.
در ۲۳ سپتامبر ۱۹۸۰، جامعه اطلاعاتی مرکز تحلیل آسیای جنوب غربی، دفتر اطلاعات تحلیلگران سیاسی گزارشی در مورد ساختارهای قدرت و وابستگی‌های قبیله ای افغانستان تهیه کرد. این گزارش نشان می‌دهد که صدها قبیله و بیش از ده‌ها گروه قومی در افغانستان وجود داشتند که بر ساختارهای قدرت و وفاداری‌ها تمرکز داشتند. بخش‌های مهم دیگر شامل جزئیاتی است که نشان می‌دهد کسانی که به شیوه‌های سنتی قبیله‌ای چسبیده بودند، کمتر تحت تأثیر کمونیسم قرار می‌گیرند و این که باورهای سنتی شامل تعهد به انتقام، برتری مردانه، تأکید بر شجاعت و شرافت و بدگمانی به بیگانگان است. در این گزارش‌ها آمده‌است: «هر گونه تغییر در شیوه زندگی سنتی اشتباه تلقی می‌شود و ایده‌های مدرن چه کمونیستی و چه غربی به عنوان یک تهدید تلقی می‌شود.»

## افغانستان ۱۹۸۵: تشدید

### NSDD-166
عمدتاً در نتیجه لابی‌گری محافظه‌کاران ایدئولوژیک و نماینده دموکرات، چارلی ویلسون، سال مالی آغاز شده در اکتبر ۱۹۸۴ با افزایش چشمگیر بودجه و در نهایت، در مقیاس فعالیت‌های سیا در افغانستان مصادف شد. توافق بین ویلسون، مدیر اطلاعات مرکزی (DCI) ویلیام جی کیسی، و وزارت دفاع به تندروهای کنگره، با رهبری ویلسون، اجازه داد تا ده‌ها میلیون از بودجه خرج نشده کنگره را که در اصل برای ارتش ایالات متحده تخصیص داده شده بود، به سازمان سیا در افغانستان منتقل کنند. با وجود ترجیح بسیاری از مقامات حرفه ای سیا (از جمله کوگان و جان ان. مک ماهون، معاون مدیر کیسی، جان ان. مک ماهون) برای یک برنامه کوچکتر، برنامه هر ساله را برنامه‌ریزی می‌کنند. بودجه کنگره برای سال مالی ۱۹۸۵ (حتی بدون احتساب وجوه مشابه از سوی اطلاعات سعودی) به ۲۵۰میلیون دلار رسید که تقریباً برابر با کل مبلغی بود که قبلاً برای کمک به مجاهدین هزینه شده بود. این افزایش بودجه باعث شد تا کیسی خواستار ارزیابی مجدد نقش سیا در افغانستان شود. کیسی در دسامبر۱۹۸۴ نوشت: «در درازمدت، صرفاً افزایش هزینه‌ها برای شوروی برای حمله به افغانستان، که اساساً وقتی از ما خواسته شد این فعالیت را توجیه می‌کردیم، احتمالاً پرواز نخواهد کرد».

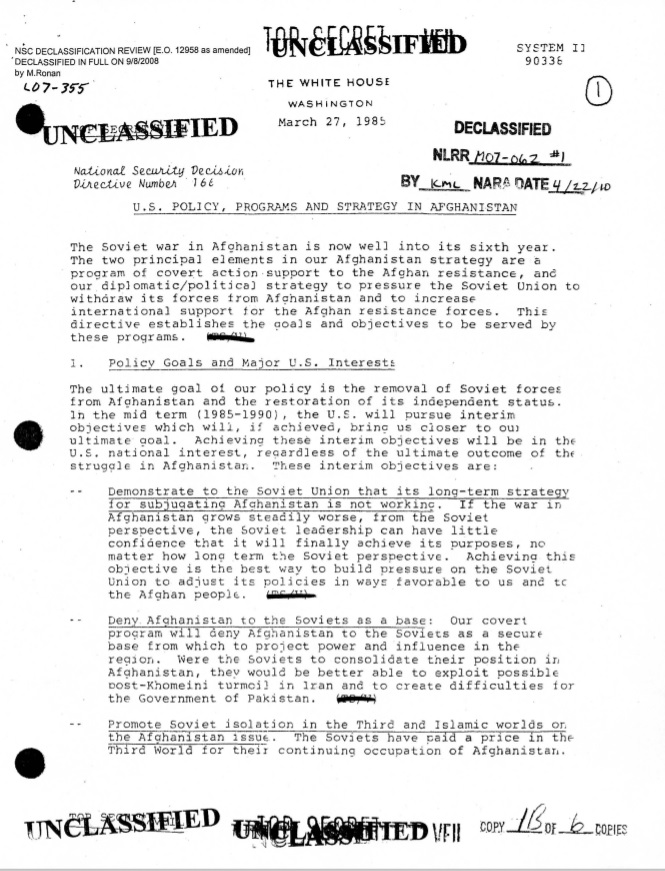
NSDD-166 اهداف برنامه مخفی را تغییر داد

به دنبال بررسی بین سازمانی سیاست افغانستان که توسط شورای امنیت ملی (NSC) نظارت می‌شود و نمایندگانی از وزارت خارجه و وزارت دفاع علاوه بر سیا، در مارس ۱۹۸۵ رئیس‌جمهور ریگان پیش‌نویس دستورالعمل تصمیم‌گیری امنیت ملی (NSDD) را امضا کرد. توسط فرد ایکله و به ویژه مایکل پیلزبری محافظه کار در وزارت دفاع تحت فشار قرار گرفت، که برای تغییراتی که قبلاً در رابطه با فعالیت‌های سیا در افغانستان در حال وقوع بود، رسمی و منطق قانونی ارائه کرد. NSDD-166 حاصل شامل یک مکمل بسیار طبقه‌بندی شده به امضای رابرت مک فارلین آژانس امنیت ملی آمریکا بود که اشکال گسترده کمک ایالات متحده به مجاهدین، مانند ارائه اطلاعات ماهواره ای، دستگاه‌های "ارتباطات انفجاری "، سیستم‌های تسلیحاتی پیشرفته، و آموزش‌های اضافی را به تفصیل شرح می‌داد. شورشیان افغان از طریق آی اس آی. علاوه بر این سند به سیا اجازه می‌داد تا به‌طور یکجانبه از برخی دارایی‌های افغانستان بدون مشارکت یا اطلاع ISI حمایت کند. در مجموع، NSDD-166 سیاست دولت ریگان را کمک به مجاهدین با «تمام وسایل موجود» تعریف کرد. در جلسه ۳۰آوریل، ایکله محور کلی این سیاست را به اختر عبدالرحمن، مدیر آی اس آی، ابلاغ کرد. تعداد بسیار بیشتری از آمریکایی‌ها به پاکستان آمدند تا مسئولان آی اس آی را در مورد سیستم‌های تسلیحاتی جدید آموزش دهند. به نوبه خود، آی‌اس‌آی زیرساخت پیچیده‌ای ایجاد کرد که سالانه۱۶۰۰۰ تا ۱۸۰۰۰مجاهد افغان را تا اوایل سال۱۹۸۶ آموزش می‌داد. توسط مجاهدینی که قبلاً آموزش ISI را دریافت کرده بودند. اگرچه سیا از نظر تئوری این اختیار را داشت که مستقل از ISI عمل کند و در پاسخ به نگرانی‌های کنگره در مورد تقلب، اقداماتی را برای "ممیزی" مدیریت منابع آمریکایی توسط ISI انجام داد، ISI مجرای اصلی حمایت ایالات متحده از مجاهدین و بخش عمده باقی ماند. کمک‌های دوران ریگان که توسط محافظه کاران حمایت می‌شد به فرماندهان الهام گرفته از اخوان المسلمین مورد علاقه آی اس آی، به ویژه گلبدین حکمتیار، رسید.
در داخل دولت ایالات متحده بحث‌هایی در مورد ارتباط بین حمایت سیا از شورشیان افغان که به‌طور فعال سربازان شوروی را می‌کشتند و قانون قانونی منع کارمندان دولت ایالات متحده از دست داشتن در ترور وجود داشت. کیسی با لفاظی پرسید: "هر بار که یک شورشی مجاهد یک تفنگدار شوروی را می‌کشد، آیا ما درگیر ترور هستیم؟" بر روی کاغذ، فقدان فرماندهی و کنترل سیا بر مجاهدین، آن را از اتهامات ترور مصون نگه داشت. اما در عمل ابهاماتی وجود داشت. در میان بسیاری از نمونه‌های دیگر، رئیس مرکز اسلام‌آباد سازمان سیا از ماه مه۱۹۸۱ تا اواسط سال۱۹۸۴، هاوارد هارت، که قبلاً برای یک پاکستانی به نام فضل در نیروهای شوروی کشته یا دستگیر؛ گوست آوراکوتوس، که به عنوان رئیس گروه ویژه سیا در عملیات افغانستان خدمت می‌کرد، برنامه پاکستان را ستایش کرد که انگیزه‌هایی را برای فرماندهان مجاهدین بر اساس حجم سگک کمربندهای دستگیر شده شوروی فراهم می‌کرد. آی اس آی با استفاده از بودجه سیا، تلاش‌های مکرر ناموفق ترور محمد نجیب الله را که در آن زمان مسئول پلیس مخفی افغانستان (و بعداً رئیس‌جمهور افغانستان) بود، سازماندهی کرد. و راکت‌های دوربرد (اصالتاً چینی یا مصری) که توسط سیا تهیه شده بود، طی بمباران کابل از سال۱۹۸۵ به بعد، غیرنظامیان بی‌شماری را کشته و معلول کردند. در نهایت، سیا راهی نداشت که با قطعیت بداند هر سلاحی که تهیه کرده بود چگونه در میدان نبرد مورد استفاده قرار می‌گیرد، اما به‌طور کلی از ارائه سلاح خودداری می‌کرد اگر تصمیم می‌گرفت که هدف اصلی این سلاح بیشتر از ترور نبودن است، تروریسم یا سایر رفتارهای غیرقانونی. این استاندارد «به احتمال زیاد استفاده» هیچ ارتباطی با سلاح‌های به اصطلاح «کاربرد دوگانه» که می‌توانستند مقاصد نظامی مشروعی داشته باشند، نداشت و تحت نظارت NSDD–166 به پاکستان فرستاده می‌شد مانند هزاران تن مواد منفجره C-4. چاشنی‌های زمان‌بندی شده و ده‌ها تفنگ تک تیرانداز اما سیا در امتیازی به مشاوران حقوقی داخلی خود از ارائه فناوری دید در شب یا اطلاعات ماهواره‌ای در آپارتمان‌های افسران ارتش شوروی به همراه تفنگ‌های تک تیرانداز خودداری کرد. چندین سال بعد، ایالات متحده توسط فعالیت‌های آی اس آی در منطقه مورد مناقشه مجبور شد تا به مقامات هندی در کشمیر هشدار دهد که اقدامات حفاظتی در برابر تفنگ‌های دوربرد انجام دهند.

### فعالیت‌های فرامرزی
در اوایل سال۱۹۸۵، سیا و آی اس آی هزاران قرآن ترجمه شده را از سراسر مرزهای شمالی افغانستان به جمهوری‌های شوروی آسیای مرکزی ارسال کردند. در تلافی بمب‌گذاری‌های تحت حمایتKGB که صدها نفر را در پاکستان کشته بودند، آی‌اس‌آی همچنین تیم‌های مجاهدین را برای انجام حملات خشونت‌آمیز در داخل خاک شوروی سازمان داد، که سیا حداقل از آن آگاه بود. بسیاری از حملات دیگر توسط فرماندهان شمال افغانستان که عمدتاً مستقل از آی اس آی و سیا عمل می‌کردند، از جمله توسط احمد شاه مسعود، راه اندازی شد. تحلیلگران سیا و وزارت امور خارجه از این حملات وحشت کردند (با این باور که آنها می‌توانند باعث ایجاد یک بحران بین‌المللی شبیه به حادثه U-2 1960 شوند) و ویلیام پیکنی جانشین هارت پیام وزارت امور خارجه را به اختر ابلاغ کرد مبنی بر اینکه آی اس آی نباید افغان‌ها را تشویق کنند. از مرز شوروی عبور کنید (البته با این اخطار که، به قول خود پیکنی،"افغان‌ها از فرصت‌های به وجود آمده استفاده می‌کنند و تقریباً آنچه را که می‌خواستند انجام می‌دهند"). با این حال، یوسف گفت که کیسی چنین اقدامات خرابکارانه ای را تأیید کرده‌است. به گفته یوسف، کیسی برای اولین بار این ایده را در اواخر سال ۱۹۸۴ با استقبال دوجانبه اختر مطرح کرد و اظهار داشت که: شما باید کتاب‌ها را بردارید. و در صورت امکان می‌توانید به فکر ارسال اسلحه و مهمات باشید. برخی از همکاران کیسی این حکایت را زیرسوال بردند، اما بعداً توسط گیتس (دستیار اجرایی کیسی در آن زمان) تأییدشد. از آنجایی که پرزیدنت ریگان هرگز یک یافته ریاست جمهوری را برای مجوز دادن به این گسترش مخاطره آمیز مأموریت سیا در افغانستان، که مستلزم اطلاع برخی از اعضای کنگره ایالات متحده بود، امضا نکرد، کول خاطرنشان می‌کند: «اگر کیسی کلماتی را که یوسف به او نسبت داده بود بیان می‌کرد، تقریباً به‌طور قطع می‌گفت: نقض قوانین آمریکا هیچ‌کس جز پرزیدنت ریگان قدرت تحریک حملات درداخل اتحاد جماهیر شوروی را نداشت.
بعنوان یادداشت جانبی، سازمان سیا دراواخر سال۱۹۸۴ بدون همدستی پاکستان به‌طور محدود به مسعود کمک مالی کرد، اما افسران سیا از تعامل مستقیم با او منع شدند. افسران اطلاعاتی بریتانیا و فرانسه اما تحت محدودیت‌های قانونی مشابه همتایان سیا خود عمل نکردند و شخصاً با مسعود صحبت کردند. نقش بریتانیا به‌ویژه توسط پاکستانی‌ها مورد انزجار قرار گرفت و برخی از افسران سیا دریافتند که فرانسوی‌ها «خطاکننده» هستند، اما سیا در این سال‌ها برای اطلاعات در مورد مسعود به MI6 تکیه کرد.
در آوریل ۱۹۸۷، سه تیم جداگانه از شورشیان افغان توسط آی‌اس‌آی هدایت شدند تا حملات خشونت‌آمیز هماهنگی را به اهداف متعدد درسراسر مرز شوروی انجام دهند و درصورت حمله به یک کارخانه ازبکستان تا عمق بیش از ۱۰مایلی خاک شوروی گسترش پیدا کنند. در پاسخ، شوروی تهدیدی پنهانی مبنی بر حمله به پاکستان برای توقف حملات فرامرزی صادر کرد:هیچ حمله دیگری گزارش نشد. کیسی پس از ابتلا به تومور مغزی در دسامبر ۱۹۸۶ مجبور به استعفا از سمت خود در DCI شده بود، وضعیتی که چندین ماه بعد کشنده بود، اما کول حملات آوریل ۱۹۸۷ را به عنوان «آخرین هور کیسی» توصیف کرد.

## افغانستان ۱۹۸۶: موشک‌های استینگر
در اواخر سپتامبر ۱۹۸۶، تقریباً دو ماه پس از اینکه بیردن جایگزین پیکنی به عنوان رئیس مرکز اسلام‌آباد شد، سیا شروع به تحویل موشک‌های سطح به هوای پیشرفته اف‌آی‌ام-۹۲ استینگر ساخت ایالات متحده به مجاهدین کرد. استینگرها از فناوری فروسرخ برای نابود کردن هواپیماهای شوروی از فاصله تقریباً ۱۲۵۰۰ فوتی استفاده کردند که به‌طور جدی استفاده مؤثر از هلیکوپترهای تهاجمی کم پرواز توسط نیروهای ویژه اسپتسناز شوروی را مختل کرد. شوروی در نهایت تصمیم گرفت که تخلیه مجروحان خود با هلیکوپتر دیگر امن نیست. افسران سیا می‌دانستند که استینگرها می‌توانند به راحتی توسط تروریست‌ها برای سرنگونی هواپیماهای غیرنظامی مورد استفاده قرار گیرند و در کنار گذاشتن آخرین بقایای قابل انکار با وارد کردن تسلیحات با منشأ ایالات متحده به افغانستان، تردید داشتند، اما مخالفت‌های آن‌ها توسط تندروهای دولت ریگان، از جمله توسط دولت ریگان، رد شد. مورتون آی. آبراموویتز، مقام ارشد وزارت امور خارجه. چین و پاکستان که به دلیل در نظر گرفتن خطرات امنیتی ناشی از چشم‌انداز تلافی جویانه برای آن کشورها از قبل با آنها مشورت شده بود، پس از بررسی دقیق این تحویل را تأیید کردند. احتمال منحرف شدن استینگرها برای مقاصدی که سیاستگذاران ایالات متحده در نظر نگرفته بودند، انگیزه بیشتری برای سیا فراهم کرد تا تعداد مأموران یکجانبه خود را در لیست حقوق و دستمزد افغانستان (شامل مسعود و عبدالحق تا زمانی که بیردن یارانه مستقیم به حق را پس از دومی پایان دهد) افزایش دهد. از نقش آی‌اس‌آی در درگیری انتقاد کرد، که در کنار بودجه بی‌سابقه ۱٫۱ میلیارد دلاری تخصیص‌یافته کنگره که مجبور بود برای عملیات افغانستان در سال‌های مالی۱۹۸۶ (۴۷۰ میلیون دلار) و مالی ۱۹۸۷ (۶۳۰ میلیون دلار) با آن کار کند، هزینه‌ای نسبتاً جزئی بود.. بیردن متعاقباً تأمین استینگرها را به عنوان نقطه عطفی در جنگ شوروی-افغانستان تأیید کرد. در مجموع، سیا حدود ۲۳۰۰ استینگر را به افغانستان فرستاد و بازار سیاه قابل توجهی را برای تسلیحات در سراسر خاورمیانه، آسیای مرکزی و حتی بخش‌هایی از آفریقا ایجاد کرد که تا دهه۱۹۹۰ ادامه یافت. شاید ۱۰۰استینگر توسط ایران خریداری شد. سیا بعداً برنامه ای را برای بازیابی استینگرها از طریق بازپرداخت نقدی اجرا کرد. علیرغم شهرت مسعود به عنوان یکی از مؤثرترین فرماندهان مجاهدین، آی اس آی پاکستان مطمئن شد که مسعود فقط ۸استینگر دریافت کرده‌است کسری از ۱٪کل و هیچ‌یک قبل از سال۱۹۹۱ دریافت نکرده‌است.

## افغانستان ۱۹۸۸: خروج شوروی آغاز شد
ناامیدی فزاینده ای وجود دارد، مرزی با خصومت، در میان افغان‌ها در سراسر طیف ایدئولوژیک و از طیف وسیعی از زمینه‌ها، نسبت به دولت پاکستان و نسبت به ایالات متحده وسعت این احساسات بی سابقه و تشدید کننده به نظر می‌رسد اکثر ناظران ادعا می‌کنند که تلاش [حکمتیار و آی اس آی] از حمایت حزب سیاسی رادیکال پاکستان جماعت اسلامی و اعراب رادیکال برخوردار است درحالی که این اتهامات ممکن است اغراق‌آمیز باشد، تصوری که آنها بوجود می‌آورند عمیق و گسترده‌است
میخائیل گورباچف در سال ۱۹۸۵ به عنوان رهبر اصلاح طلب اتحاد جماهیر شوروی ظاهر شد و مصمم بود که کشورش را هر چه سریعتر از افغانستان خارج کند و آشکارا در اظهارات سال۱۹۸۶ که به‌طور گسترده گزارش شده بود، جنگ را "زخم خونریزی" نامید. تا نوامبر ۱۹۸۶، تصمیم برای خروج نیروهای شوروی گرفته شد، اگرچه جدول زمانی دقیق همچنان در معرض بازنگری قرار داشت. نجیب الله در ماه دسامبر از این عمل انجام شده مطلع شد. تقریباً در همان زمان، سیا به اشتباه پیش‌بینی کرد که اتحاد جماهیر شوروی در مسیر افغانستان باقی خواهد ماند و احتمالاً اطلاعات را برای حمایت از دیدگاه‌های جنگ طلبانه مقامات دولت ریگان تحریف می‌کند. حتی یک سال بعد گیتس قاطعانه بود که عقب‌نشینی قریب‌الوقوع یک حیله شوروی بود، اگرچه مقامات دیگر، مانند جورج شولتز، وزیر امور خارجه (پس از صحبت با وزیر امور خارجه شوروی، ادوارد شواردنادزه)، تا آن زمان پذیرفتند که شوروی صادق است. ایالات متحده درخواست‌های شوروی را برای همکاری با یکدیگر برای جلوگیری از جنگ داخلی یا ظهور آنچه که ولادیمیر کریوچکوف، رئیسKGB به گیتس گفت که یک "دولت اسلامی بنیادگراً در افغانستان خواهد بود، رد کرد. مذاکره کنندگان ایالات متحده در ابتدا تمایل خود را برای تعلیق حمایت سیا از مجاهدین در ازای عقب‌نشینی شوروی نشان دادند، اما رئیس‌جمهور ریگان شخصاً مداخله کرد تا زمانی که شوروی به رژیم نجیب الله کمک می‌کرد، قطع کمک‌ها را غیرقابل قبول اعلام کرد. با این وجود، خروج شوروی از افغانستان در ماه مه۱۹۸۸ بر اساس مفاد توافقنامه ژنو آغاز شد و در فوریه ۱۹۸۹ تکمیل شد. این وقایع باعث ایجاد شور و شوق زیادی در دولت ایالات متحده شد که با کشته شدن رئیس‌جمهور ضیا، اختر، و آرنولد لوئیس رافل سفیر ایالات متحده در پاکستان در سقوط هواپیمای اوت۱۹۸۸ و باهشدار فرستاده ویژه در مقاومت افغانستان، ادموند، اندکی کاهش یافت. مک ویلیامز که آی‌اس‌آی با حکمتیار تبانی می‌کرد تا با کشتن یا ارعاب مخالفان حکمتیار، یک رژیم اسلام‌گرا را در افغانستان روی کار بیاورد و از این طریق ادعاهای آمریکا مبنی بر حمایت از «خود تعیینی» افغانستان را به سخره بگیرد. جانشین رافل، رابرت بی. اوکلی و بیردن، با تلاش برای تضعیف اعتبار مک ویلیامز از طریق تحقیقات داخلی که هیچ اطلاعات تحقیرآمیز شخصی را فاش نکرد، به مخالفت مک ویلیامز پاسخ دادند. در همین حال، رئیس‌جمهور ضیا میراث عظیمی از خود بر جای گذاشت که شامل افزایش تقریباً ده برابری تعداد مدارس در پاکستان (بخش بزرگی از آنها در امتداد مرز افغانستان و پاکستان ساخته شده‌است) و تبدیل ISI به یک دولت قدرتمند در داخل یک کشور. دولت، که کشور سابقاً با کمبود نقدینگی پاکستان نمی‌توانست بدون کمک مالی سیا، عربستان سعودی و سایر کشورهای عربی خلیج فارس به آن بپردازد. بسیاری ازاین مدارس، نسل جدیدی از طلاب دینی افغان یا «طالبان» را از قندهار به تفسیری شدید و تحت تأثیر دیوبندی از اسلام معرفی کردند که قبلاً نقش مهمی درتاریخ یا فرهنگ افغانستان بازی نکرده بود.

## افغانستان ۱۹۸۹

### تحلیل هوش
تخمین ویژه اطلاعات ملی (NIE)، «افغانستان: جنگ در چشم‌انداز»، تخمین زد که دولت نجیب الله «ضعیف، نامحبوب، و جناح‌بندی شده‌است، اما احتمالا در دوازده ماه آینده در قدرت باقی خواهد ماند.»

## افغانستان ۱۹۹۲: قطع کمک‌ها، آغاز جنگ داخلی
دولت نجیب الله با حمایت صدها میلیون کمک شوروی هر ماه، قدرت ماندگاری بیشتری از آنچه که برخی از تحلیلگران سیا پیش‌بینی کرده بودند نشان داد و با موفقیت از تلاش فاجعه بار مجاهدین در سال ۱۹۸۹ برای تصرف جلال‌آباد (که عمدتاً توسط جانشین اختر به عنوان مدیر آی اس آی حمید برنامه‌ریزی شده بود، جلوگیری کرد. گل، بیردن، و گری شرون رئیس ایستگاه کابل تعیین شده توسط سیا)، یک حمله هماهنگ زمستانی ۱۹۸۹ تا ۱۹۹۰ به کابل و خوست (که علت شکست آن ناتوانی یا عدم تمایل مسعود برای بستن گذرگاه سالنگ بود که منجر به قطع شدن آن شد. کمک هزینه مسعود سیا)، و کودتای مارس ۱۹۹۰ که توسط شهنواز تنایی، جدا شده از خلق، با همکاری حکمتیار (و بنا بر گزارش‌ها توسط بن لادن تأمین مالی شده‌است) سازماندهی شد. با وجود این شکست‌ها، مجاهدین با تصرف خوست در اوایل سال ۱۹۹۱ به پیروزی بزرگی دست یافتند. با پایان اشغال شوروی، اختلافات سیاسی بین وزارت امور خارجه از جمله دفتر اطلاعات و تحقیقات (INR) و جانشین مک ویلیامز در سطح سفیر به عنوان فرستاده ویژه در افغانستان، پیتر تامسن و سیا در مورد آینده درگیری در افغانستان تبدیل شد. واضح تر، همان‌طور که با رضایت آشکار سیا در حمله راکتی دسته جمعی به کابل توسط اسد درانی رئیس آی اس آی و حکمتیار برای اکتبر۱۹۹۰ برنامه‌ریزی شده بود (که تنها پس از مداخله در آخرین لحظه توسط اوکلی و تامسن لغو شد) و اظهارات معاون وزیر نشان داد. رابرت ام. کیمیت از دولت برای امور سیاسی به این مضمون که ایالات متحده هیچ چیز قابل اعتراضی در شرکت نجوب الله در انتخابات افغانستان به عنوان بخشی از یک راه حل مسالمت آمیز نمی‌بیند. صرفنظر از این، این بحث داخلی به زودی با فروپاشی دیوار برلین در نوامبر۱۹۸۹ و پایان جنگ سرد، مورد بحث قرار گرفت.
اندکی پس از روی کار آمدن در سال ۱۹۸۹، رئیس‌جمهور جورج هربرت دبلیو بوش، حکم ریاست جمهوری را امضا کرد که بر اساس آن اختیارات قانونی سیا برای انجام عملیات‌های مخفی در افغانستان تمدید شد، اما این کشور در اولویت‌های دولت نوپا در رتبه پایینی قرار گرفت. بیردن مکالمه ای را در مورد افغانستان به یاد آورد که در آن رئیس‌جمهور بوش پرسید: "آیا این موضوع هنوز ادامه دارد؟" کنگره در حال از دست دادن علاقه خود به افغانستان نیز بود و با کاهش بیشتر در سال مالی۱۹۹۱، بودجه افغانستان سیا را به ۲۸۰میلیون دلار برای سال مالی۱۹۹۰ کاهش داد. در اواخر سال ۱۹۹۰، ایالات متحده اکثر کمک‌های خود به پاکستان را به دلیل پیشرفت مستمر پاکستان به سمت تولید سلاح هسته‌ای، همان‌طور که قانوناً توسط اصلاحیه قانون کمک‌های خارجی مورد نیاز است، به حالت تعلیق درآورد. سرانجام، پس از تلاش تندروهای شوروی برای برکناری گورباچف در کودتای نافرجام اوت ۱۹۹۱، که منجر به یک سری بحران شد که با فروپاشی اتحاد جماهیر شوروی به اوج خود رسید، جیمز بیکر، وزیر امور خارجه پرزیدنت بوش، با همتای شوروی خود، بوریس پانکین، برای هر دو به توافق رسید. طرفین از ارسال سلاح برای مجاهدین یا نجیب الله دست بردارند. این قرارداد که توسط دولت جدید روسیه مورد احترام قرار گرفت در ۱ ژانویه۱۹۹۲ لازم الاجرا شد و در آن زمان اتحاد جماهیر شوروی دیگر وجود نداشت؛ بنابراین، در حالی که سیا نقش مستقیمی در سقوط کابل (و متعاقب آن سقوط افغانستان به جنگ داخلی بین جناح‌های مجاهدین رقیب) در اواخر همان سال بازی نکرد، قطع کمک‌های خارجی آشکارا برای نجیب‌الله بسیار ویران‌کننده‌تر از مجاهدین بود (به‌ویژه زمانی که با هم ترکیب شوند). با فرار تقریباً همزمان عبدالرشید دوستم، متحد سابق نجیب الله به دومی).
پس از فرار دوستم، مسعود و شبه نظامیان متحدش فرودگاه بین‌المللی کابل را تصرف کردند و در خارج از کابل از شمال جمع شدند، در حالی که حکمتیار و سایر فرماندهان مجاهدین از چاراسیاب به سمت جنوب به کابل نزدیک تر شدند. نجیب الله در یک سخنرانی تلویزیونی اعلام کرد که قصد دارد به عنوان بخشی از انتقال صلح آمیز سازمان ملل متحد (سازمان ملل) استعفا دهد. دو جناح درون حزب کمونیست افغانستان در مورد این که آیا تسلیم حکمتیار شوند یا به مسعود اختلاف نظر داشتند. مسعود ابتدا از ورود به پایتخت امتناع کرد تا زمانی که یک توافق سیاسی در مورد آینده افغانستان بین گروه‌های مجاهدی که سپس در پیشاور مذاکره می‌کردند، حاصل شود. پس از تبادل تنش از طریق رادیو که در آن حکمتیار درخواست‌های مسعود را برای سازش و آشتی رد کرد، نیروهای متحد مسعود وارد کابل شدند و از حمله برنامه‌ریزی شده حکمتیار به شهر جلوگیری کردند. یک دولت موقت با برهان الدین ربانی (یک عالم دینی که در دوران تحصیل در دانشگاه کابل به مسعود و حکمتیار تدریس می‌کرد) به عنوان رئیس‌جمهور تأسیس شد و مسعود زمام وزارت دفاع را بر عهده گرفت. علیرغم پیشنهاد نقش نخست‌وزیری، حکمتیار (که به شدت توسط آی اس آی حمایت می‌شود) کابل را با راکت بمباران کرد و تلفات گسترده‌ای را در تلاشی ضعیف برای تحمیل حکومت شخصی خود بر افغانستان به بار آورد. جنگ در پایتخت و اطراف آن افغانستان را وارد یک جنگ داخلی چند وجهی کرد که برای چندین سال ادامه خواهد داشت و همه طرف‌ها مرتکب جنایات اساسی می‌شوند. در نهایت طالبان که توسط یک عضو ناشناخته، نرم‌الحساب و منزوی عضو سابق جناح مجاهدین محمد یونس خالص به نام محمد عمر کنترل می‌شد، از مرکز پشتون‌ها قندهار بیرون آمدند و تا سپتامبر۱۹۹۵ کنترل تمام جنوب افغانستان و هرات را در دست گرفتند و قبل از رانندگی کردن. مسعود و دولت موقت افغانستان از کابل در سپتامبر ۱۹۹۶: طالبان زنان و دختران افغان را از مدرسه و زندگی عمومی منع کردند. حمایت گسترده پاکستان و عربستان در این پیروزی‌های طالبان نقش اساسی داشت. مسعود به زادگاهش دره پنجشیر عقب‌نشینی کرد و جبهه متحد (همچنین به عنوان «ائتلاف شمال» شناخته می‌شود) را تشکیل داد که توسط هند، ایران و روسیه به عنوان سنگری در برابر گسترش بیشتر بنیادگرایی سنی ستیزه‌جوی طالبان به آسیای مرکزی حمایت می‌شد.

## افغانستان ۱۹۹۶
ایالات متحده در ابتدا به دنبال همکاری با طالبان به عنوان یک جناح سیاسی قانونی افغانستان بود.
در اوت ۱۹۹۶، آی اس آی بین ۳۰۰۰۰ تا ۶۰۰۰۰ دلار در ماه به گروه ستیزه‌جوی کشمیری حرکات الانصار (HUA) کمک می‌کرد. این گروه از بن لادن نیز به دنبال پول بودند. بن لادن در اوایل سال پس از اخراج از سودان توسط رئیس‌جمهور عمر البشیر تحت فشارهای شدید ایالات متحده به افغانستان بازگشته بود و ابتدا در جلال‌آباد مستقر شد، جایی که سپس توسط مجاهدین سابق که بن لادن از دهه ۱۹۸۰ آنها را می‌شناخت نه توسط طالبان کنترل می‌شد.. جلال‌آباد در ماه اوت، اندکی قبل از اینکه طالبان مسعود را از کابل بیرون کنند، به دست طالبان افتاد، و بن لادن متعاقباً به قندهار نقل مکان کرد، جایی که (با وجود ابهامات طالبان مبنی بر اینکه بن لادن صرفاً «میهمان رژیم قبلی» است) به نظر می‌رسد که رابطه نزدیکی با ملا عمر برقرار کرده‌اند که بارها از بن لادن به عنوان یک قهرمان برای مسلمانان تمجید کرده‌است (از جمله در دیدار خصوصی سپتامبر ۱۹۹۸ با رئیس اطلاعات سعودی ترکی بن فیصل آل سعود، که به روابط افغانستان و عربستان سعودی آسیب زد). طالبان به بن لادن و پیروانش اجازه دسترسی به مجتمع مزرعه ترناک و آپارتمان‌های قدیمی ساخته شده توسط ایالات متحده در نزدیکی فرودگاه بین‌المللی قندهار را دادند. ایالات متحده به‌طور فزاینده ای نگران روابط پاکستان و طالبان شد. پاکستان به طرق مختلف از طالبان حمایت می‌کرد و مقامات پاکستانی خود را در کنترل این گروه می‌دانستند، اما تاریخ نشان داده‌است که طالبان به جای اینکه به عنوان نیابتی برای نیروهای خارجی عمل کند، به دنبال منافع خود بود. حمایت پاکستان از طالبان منجر به تنش با ایالات متحده شد، زیرا طالبان به یک تهدید شدیدتر و مستقیم برای ایالات متحده، شهروندان و مقامات خارجی آن تبدیل شد.

## افغانستان ۱۹۹۸
در ۷ اوت ۱۹۹۸ کامیون‌های بمب‌گذاری شده در سفارتخانه‌های ایالات متحده در دو شهر مختلف پایتخت آفریقای شرقی منفجر شدند: دارالسلام، تانزانیا، و نایروبی، کنیا. این انفجارها باعث کشته شدن ۲۲۴نفر، زخمی شدن بیش از ۴۵۰۰ نفر و خسارت مالی قابل توجهی شد. اگرچه دوازده آمریکایی در این حملات کشته شدند، اما اکثریت قریب به اتفاق قربانیان غیرنظامیان کنیایی بودند. گروهی از القاعده به عنوان مسئول این حملات مصمم شدند. تصویر القاعده در قلمرو رسانه‌های غربی در واکنش به بمب‌گذاری‌های سال۱۹۹۸ نسبتاً بدنام شد. بن لادن متعاقباً در فهرست تحت تعقیب‌ترین افراد فراری اداره تحقیقات فدرال (اف‌بی‌آی) قرار گرفت. قبل از بمب‌گذاری‌ها، القاعده برای عموم غربی‌ها نسبتاً ناشناخته بود. با این حال، سیا قبل از این حملات به خوبی از القاعده آگاه بود. هسته القاعده در شرق آفریقا حتی قبل از این حملات تحت نظارت سیا قرار داشت. سفارت نایروبی تدابیر امنیتی را افزایش داده و در مورد آسیب‌پذیری‌های خود هشدارهایی صادر کرده‌است. علاوه بر این، نمایندگانی از ایالات متحده برای ارزیابی‌های امنیتی در موارد متعدد، قبل از بمب‌گذاری‌ها به سفارت نایروبی فرستاده شدند. بمب‌گذاری‌های سفارت آسیب‌پذیری بالقوه ایالات متحده را در برابر تهدید جهانی فزاینده ناشی از تروریسم نشان داد.
بلافاصله پس از بمباران‌ها، بیل کلینتون، رئیس‌جمهور ایالات متحده، در پاسخ به شواهد واضح مبنی بر مسئولیت بن لادن در برنامه‌ریزی و اجرا، دستور حمله موشکی به اهدافی در سودان و افغانستان را صادر کرد.» علاوه بر این، هفت عضو مظنون القاعده دستگیر شدند. در ۴ نوامبر ۱۹۹۸، ایالات متحده به «اسامه بن لادن و محمد عاطف، فرمانده نظامی القاعده، به دلیل ۲۲۴ فقره قتل برای بمب‌گذاری‌های سفارت متهم شد».

## افغانستان ۱۹۹۹
در یک سند از طبقه‌بندی خارج شده سیا، به بن لادن و تلاش‌های سازمان ملل برای اخراج او به کشوری که می‌تواند به دلیل جنایاتش محاکمه شود، اشاره شده‌است: «در گفتگوهای خود تأکید کرده‌ایم که UBL(اسامه بن لادن) آمریکایی‌ها را به قتل رسانده‌است. و به برنامه‌ریزی حملات علیه آمریکایی‌ها و دیگران ادامه می‌دهد و ما نمی‌توانیم این تهدید را نادیده بگیریم.[سیا]همچنین تأکید کرد که جامعه بین‌المللی در این نگرانی مشترک است.»در این سند، سیا همچنین به طالبان تأکید کرده‌است که بن لادن تنها مشکل تروریستی آنها نیست و باید فوراً تمام فعالیت‌های تروریستی را متوقف کند. طالبان قاطعانه مدعی شدند که فعالیت‌های بن لادن را محدود می‌کنند. در ماه فوریه، یادداشت‌های اطلاع‌رسانی، ماده ای که توسط رئیس‌جمهور امضا شد و بر اقدامات مخفیانه در افغانستان نظارت داشت، «به سیا اجازه داد تا با اتحاد شمال افغانستان علیه بن لادن همکاری کند..»در ماه اکتبر، طالبان راه حل‌هایی از جمله محاکمه بن لادن توسط هیئتی از علمای اسلامی یا نظارت بر بن لادن توسط OIC(سازمان همکاری اسلامی) یا سازمان ملل را پیشنهاد کردند. اما ایالات متحده از متعهد شدن به تصمیمات هیئت امتناع کرد.

## افغانستان ۲۰۰۱
سیا به‌طور فزاینده ای گزارش‌هایی را دربارهٔ خطری که بن لادن برای ایالات متحده ایجاد می‌کرد آغاز کرد. گزارش اطلاعاتی ارشد اجرایی به تاریخ ۶ فوریه ۲۰۰۱ بیان کرد که تهدید تروریسم سنی در حال افزایش است. در این گزارش همچنین آمده‌است که افزایش فعالیت‌های القاعده «تا حدی ناشی از تغییرات اعمالی بن لادن است. برای جلوگیری از دخالت دادن خود و میزبانان طالبان، بن لادن در دو سال گذشته به سلول‌هایی در شبکه خود اجازه داده‌است حملات را مستقل تر از رهبری مرکزی برنامه‌ریزی کند و سعی کرده‌است از دستور کار خود خارج از گروه حمایت کند.» قبل از حملات تروریستی ۱۱ سپتامبر۲۰۰۱، اطلاعات ایالات متحده مشخص کرده بود که افغانستان محل تمرین شبکه تروریستی بن لادن بوده‌است. این هشدارها برای جلوگیری از وقوع حملات کافی نبود و در نتیجه ایالات متحده به افغانستان اعلان جنگ کرد.
در سال۲۰۰۱، واحدهای بخش فعالیت‌های ویژه سیا اولین نیروهای آمریکایی بودند که وارد افغانستان شدند. تلاش‌های آنها اتحاد شمال افغانستان را برای ورود بعدی ستاد فرماندهی عملیات ویژه ایالات متحده آمریکا سازماندهی کرد. طرح حمله به افغانستان توسط سیا تهیه شده بود. این اولین بار در تاریخ بود که چنین عملیات نظامی گسترده‌ای توسط سیا برنامه‌ریزی می‌شد. SAD، نیروهای ویژه ارتش ایالات متحده و ائتلاف شمالی برای سرنگونی طالبان در افغانستان با حداقل تلفات جانی آمریکایی‌ها ترکیب شدند. آنها این کار را بدون نیاز به نیروهای زمینی متعارف ارتش آمریکا انجام دادند.
واشینگتن پست در سرمقاله ای توسط جان لمن در سال۲۰۰۶ بیان کرد:
آنچه که کمپین افغانستان را به نقطه عطفی در تاریخ ارتش ایالات متحده تبدیل کرده‌است این است که توسط نیروهای عملیات ویژه از تمامی سرویس‌ها، همراه با قدرت تاکتیکی نیروی دریایی و هوایی، تحت تعقیب قرار گرفت.. هیچ نیروی بزرگ ارتش یا نیروی دریایی به کار گرفته نشد.
بروس بارکات در نقدی در سال۲۰۰۸ در نیویورک تایمز سربازان اسب، کتابی از داگ استانتون در مورد تهاجم به افغانستان نوشت:
شجاعت نشان داده شده توسط سربازان افغان و آمریکایی، که برای رهایی افغانستان از یک رژیم وحشتناک ظالمانه مبارزه می‌کنند، حتی الهام بخش‌ترین خواننده را نیز خواهد کرد. پیروزی خیره کننده سربازان اسب - ۳۵۰ سرباز نیروی ویژه، ۱۰۰ افسر سیا و ۱۵۰۰۰ جنگجوی ائتلاف شمالی که ارتش ۵۰۰۰۰ نفری طالبان را شکست می‌دهند سزاوار جایگاهی مقدس در تاریخ نظامی آمریکاست.

### ولایت خوست
از پایگاهی در استان خوست به نام پایگاه عملیاتی پیشرو چپمن، سیا از یک شبه نظامی به نام نیروهای حفاظتی خوست (KPF) پشتیبانی می‌کند. KPF از بخش ۲۵ نیروهای نظامی افغانستان پدید آمد، اصطلاحی که به نیروهای نامنظم اشاره می‌کند که در سال۲۰۰۱ و ۲۰۰۲ تحت کنترل وزارت دفاع افغانستان قرار گرفتند. KPF به قتل‌های غیرقانونی متعددی متهم شده‌است، مانند تیراندازی به شش مرد در ولسوالی زورمت، پکتیا در سال2018. سازمان گزارش شد که ۴۰۰۰ عضو در سال۲۰۱۵، و ۳٬۰۰۰–۱۰٬۰۰۰ در 2018. در اوت ۲۰۲۱، 6000 KPF در جریان حمله ۲۰۲۱ طالبان تسلیم شدند.

## افغانستان ۲۰۰۳
در ژوئن ۲۰۰۳، سیا گزارشی با عنوان «۱۱ سپتامبر: توطئه و توطئه‌گران» منتشر کرد. این سند به تجزیه و تحلیل حمله ۱۱ سپتامبر می‌پردازد و همچنین شامل اطلاعات سیا در مورد القاعده و حمله، شامل صفحات بیوگرافی دقیق در مورد هر یک از هواپیماربایان است. بر اساس این گزارش، سازمان سیا دریافت که مهاجمان به افغانستان رفت و آمد داشته‌اند و بیشتر مهاجمان برای وفاداری خود به بن لادن به افغانستان سفر کرده‌اند.

## افغانستان ۲۰۰۶

### تحلیل هوش
پورتر گاس صحبت با کمیته اطلاعات سنا در اوایل سال ۲۰۰۵ گفت که افغانستان پس از دهه‌ها بی‌ثباتی و جنگ داخلی در مسیر بهبودی قرار دارد. انتخاب حامد کرزی به ریاست جمهوری یک نقطه عطف بزرگ بود.انتخابات مجلس ملی جدید و شوراهای ولسوالی محلی که به‌طور آزمایشی برای بهار برنامه‌ریزی شده‌است روند انتخاب نمایندگان را تکمیل خواهد کرد. رئیس‌جمهور کرزی هنوز با یک شورش سطح پایین روبرو است که هدف آن بی‌ثبات کردن کشور، افزایش هزینه‌های بازسازی و در نهایت مجبور کردن نیروهای ائتلاف به خروج است.
در سال۲۰۰۷، سازمان ملل گزارشی تحت عنوان «بررسی تریاک افغانستان» منتشر کرد. در این گزارش میزان قاچاق مواد مخدر در این منطقه توضیح داده شده‌است، واقعیتی که پشتوانه توانایی طالبان برای حفظ شورش خود است. این گزارش نشان داد که ۵۳ درصد از تولید ناخالص داخلی کشور در نتیجه درآمد حاصل از تجارت هروئین افزایش یافته‌است. سالانه ۸۲۰۰ تُن هروئین به داخل و خارج افغانستان ارسال می‌شد. اطلاعاتی که مداخله طالبان را تأیید می‌کند، تأیید کرد که چریک‌ها از این درآمد برای خرید تسلیحات و منابع استفاده می‌کنند.

## افغانستان ۲۰۰۹

### حمله چپمن به پایگاه عملیاتی پیشرو
در ۳۰ دسامبر ۲۰۰۹، یک حمله انتحاری در پایگاه عملیاتی فوروارد چپمن، یک پایگاه اصلی سیا در ولایت خوست، افغانستان رخ داد. در این حمله هفت افسر سیا از جمله رئیس این پایگاه کشته و شش تن دیگر به شدت مجروح شدند. این حمله پس از بمب‌گذاری سفارت ایالات متحده در سال۱۹۸۳ در بیروت، لبنان، دومین حمله مرگبار علیه سیا بود و یک شکست بزرگ برای عملیات سازمان اطلاعاتی بود.

## دهه ۲۰۱۰
از سال۲۰۱۸، سیا درگیر برنامه‌ای برای کشتن یا دستگیری رهبران شبه‌نظامی، با نام رمز آنسوف، که قبلاً امگا نام داشت، مشغول است. نیروی انسانی سیا با پرسنل منصوب از فرماندهی عملیات ویژه ارتش ایالات متحده تکمیل می‌شود.
در اواسط سال۲۰۱۹، سازمان غیردولتی دیده‌بان حقوق بشر اعلام کرد که «نیروهای ضربتی افغان تحت حمایت سیا» از اواخر سال ۲۰۱۷ مرتکب «سوءاستفاده‌های جدی، برخی به جنایات جنگی» شده‌اند.